# Charles-François Félix de Tassy

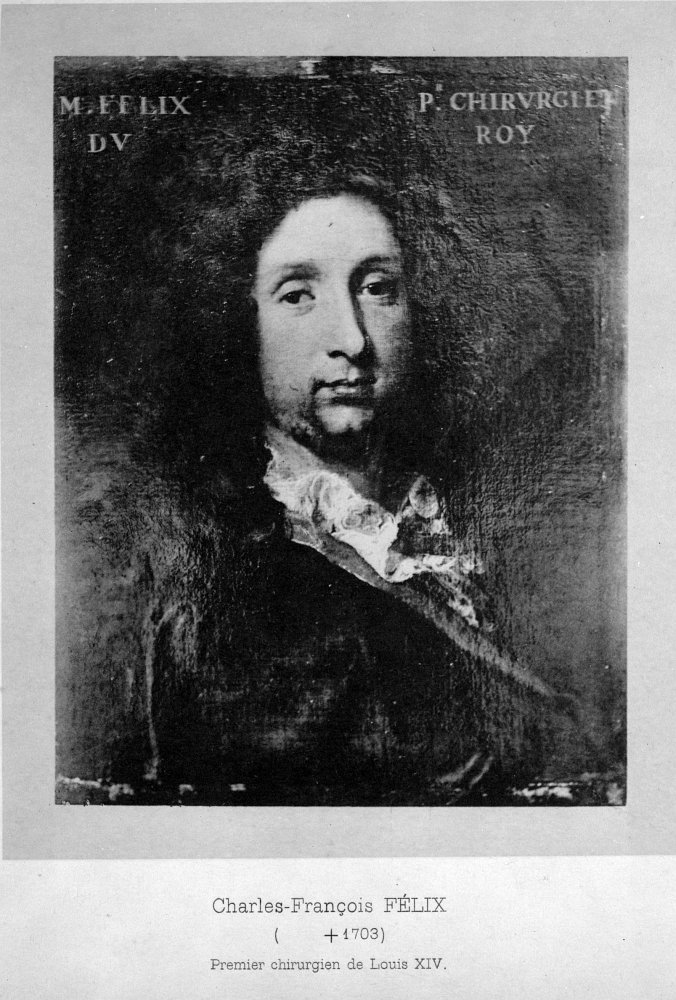
Félix de Tassy

Charles-François Félix de Tassy (* um 1635 in Avignon; † 25. Mai 1703 bei Versailles) war ein französischer Arzt und Leibarzt von Ludwig XIV.

## Leben
Nachdem bereits sein Vater am französischen Königshof die Stellen des „premier barbier du roi“ und des „premier chirurgien“ innegehabt hatte, trat Félix 1666 in den Dienst von Ludwig XIV., begleitete ihn auf allen Feldzügen und konnte ihm nach einem Jagdunfall den Arm einrenken. Größere Bekanntheit erlangte er, nachdem er dem Monarchen 1686 kunstvoll eine Analfistel entfernt hatte. Er wurde entlohnt mit einer großen Geldsumme (je nach Quelle 150.000 oder 250.000 Livres), am 2. März 1690 geadelt und befugt, sich Félix de Tassy zu nennen. Er durfte im Schloss Versailles wohnen, erhielt von 1692 an eine Pension von 3000 Livres und stand am Hof in hohem Ansehen.